# Stepnoe (Oblast' di Saratov)
Stepnoe (in russo Степное?) è un insediamento di tipo urbano dell'oblast' di Saratov, in Russia; è il centro amministrativo del distretto Sovetskij.
Il villaggio si trova sulla riva sinistra del fiume Bol'šoj Karaman, 83 km a est di Saratov e a 71 km da Engels.